# 安藤重之
安藤 重之（あんどう しげゆき）は、江戸時代前期の上野国高崎藩の世嗣。官位は従五位下・式部少輔。

## 略歴
第2代藩主・安藤重長の長男として誕生。母は志水忠宗の娘。正室は藤堂高次の娘。子は安藤重博（長男）、養女（藤堂高次の娘、井伊直武正室）。
安藤家の嫡子だったが、家督を継ぐことなく、父に先立って寛永18年（1641年）に夭折した。
このため、重長の死後の安藤家の家督は、重之の長男・重博が継いだ。